# 沙菲益沙烈

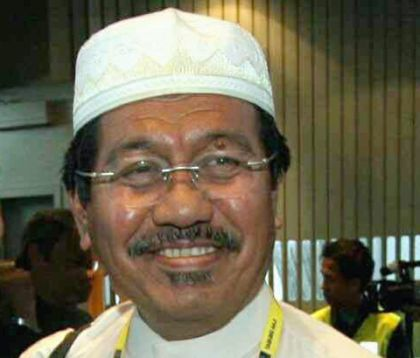
沙菲益沙烈

丹斯里沙菲益沙烈（1946年9月29日—2019年9月11日），马来西亚政治人物，曾任高等教育部长。他还是全国童军总监。
1995年，他进入内阁担任财政部政务次长。1999年任财政部副部长。2004年，晋升为高等教育部长直至2006年。
作为全国童军总监，他在2014年曾提出“一日为童军，终身是童军”，并于2019年在首相办公室向时任首相马哈迪·莫哈末颁发委任状，任命他为童军总会主席。
2019年9月11日上午9时30分在士拉央医院去世，享年73岁。